# Bauen UR
| UR ist das Kürzel für den Kanton Uri in der Schweiz. Es wird verwendet, um Verwechslungen mit anderen Einträgen des Namens Bauen zu vermeiden. |

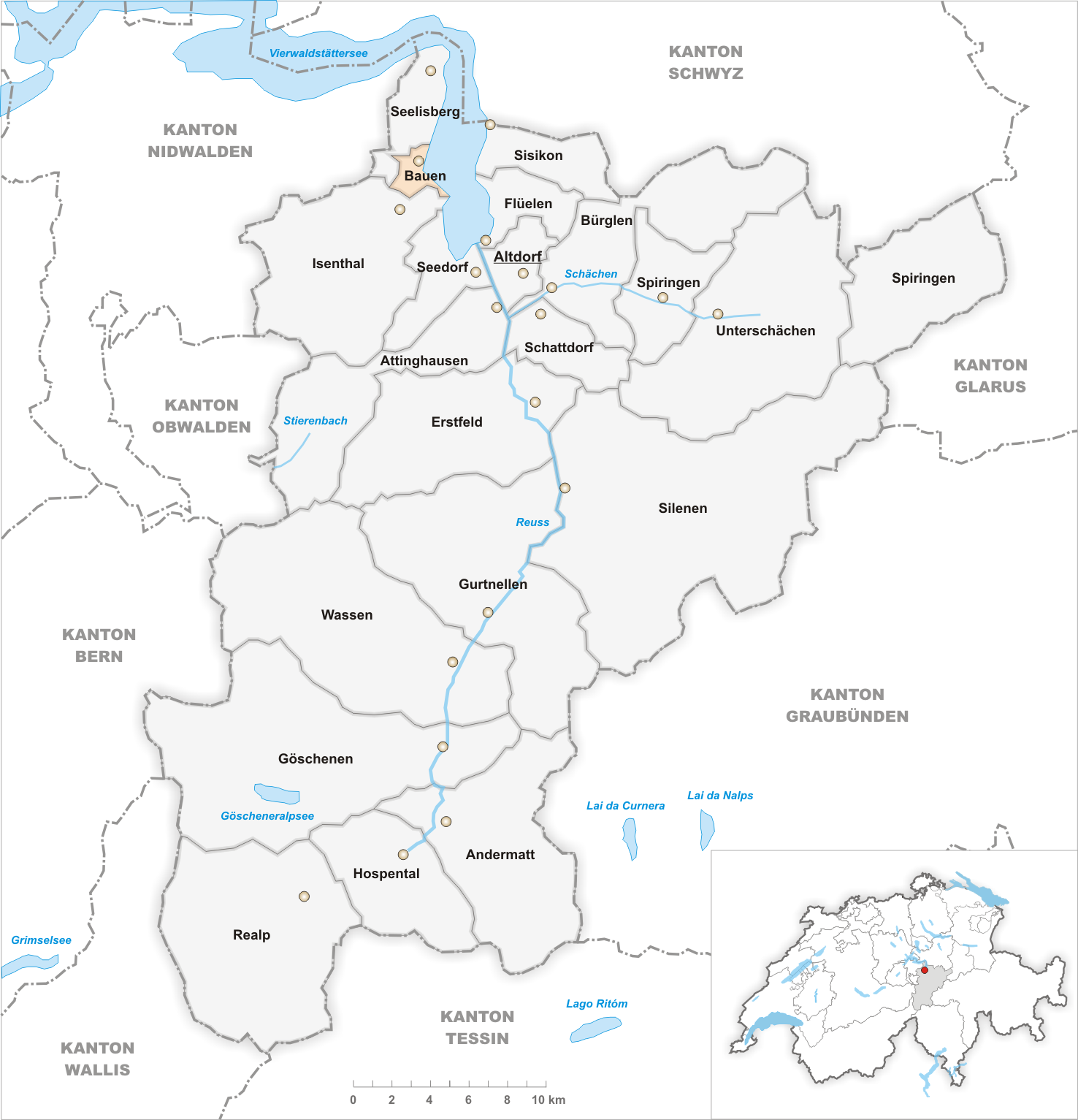
Gemeindestand vor der Fusion am 1. Januar 2021

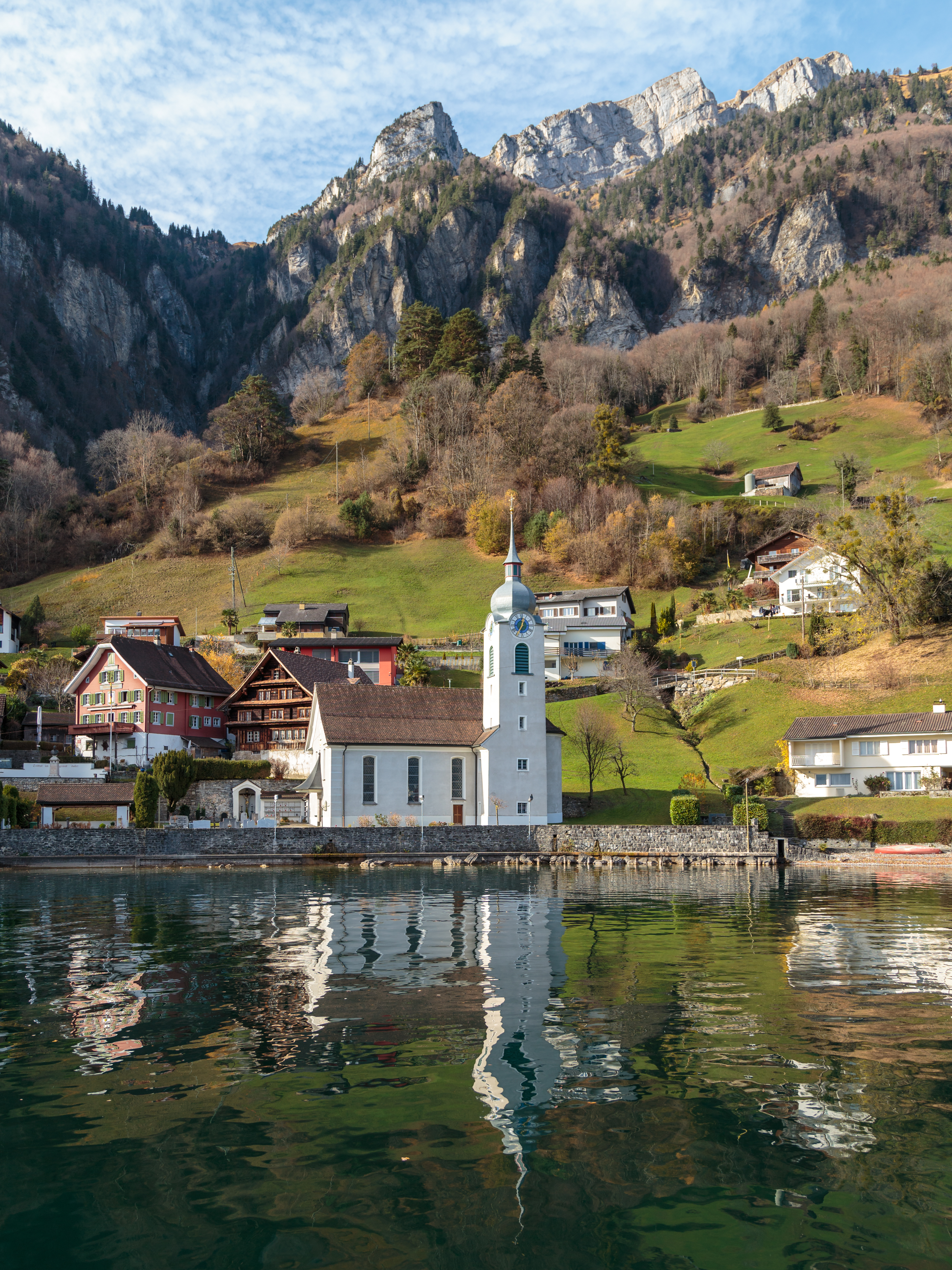
Bauen mit Kirche St. Idda

Bauen ist eine Ortschaft in der Gemeinde Seedorf im Kanton Uri in der Schweiz. Bis 31. Dezember 2020 war sie eine eigenständige Gemeinde.

## Geographie

Historisches Luftbild von Isleten (Bauen) 1922 mit Fabrikgebäuden

Das Dorf liegt am Westufer des Urnersees am Fuss der Bauenstöcke. Zur Gemeinde gehört der zwei Kilometer südöstlich des Dorfs liegende Weiler Isleten auf dem Delta des Isenthalerbachs.
Bloss 11 ha oder 2,9 % der Gemeinde sind Siedlungsfläche. Davon sind 10 ha Gebäude- oder Industrieareal und 1 ha Verkehrsfläche. Bedeutender ist die Landwirtschaftsfläche mit 51 ha oder einem Anteil von 13,5 %. Darunter sind kaum Alpgebiete, sondern hauptsächlich Wies- und Ackerland sowie Obstanbaugebiete. 284 ha oder 74,9 % des Gemeindeareals sind von Wald und Gehölz bedeckt, darunter sind 259 ha Wald. Dies ist der höchste Anteil an Waldgebieten im ganzen Kanton. Unproduktives Gebiet bedecken den Rest des Gemeindegebiets, nämlich 33 ha oder 8,7 %. Es handelt sich dabei meist um vegetationslose Flächen (Hochgebirge), Gebiete mit unproduktiver Vegetation (hochalpine Vegetation) oder Gewässerflächen.
Bauen grenzt im Norden und Westen an Seelisberg, im Osten an den Vierwaldstättersee und im Süden an Isenthal.

### Klima
Durch seine Lage am See und durch den häufigen Föhn hat Bauen ein sehr mildes Klima, so dass Feigen und Palmen gedeihen.

## Bevölkerung

### Bevölkerungsentwicklung
Die Einwohnerzahl schwankte 1850 bis 1960 stark. Der Tiefpunkt war 1888 mit 139, der Höhepunkt 1941 mit 208 Bewohnern (Sprengstoff-Fabrikation). Insgesamt gab es im Jahrhundert zwischen 1860 (184 Einwohner) und 1960 (185 Bewohner) ein Nullwachstum. Die Abgeschiedenheit war der Grund für die Abwanderung von jungen Leuten nach dem Zweiten Weltkrieg (1941–1970: −24,5 %). Wegen der besseren Verkehrsanbindung und der schönen Lage setzte zwischen 1970 und 2000 ein starkes Wachstum ein (1970–2000: +45,2 %). Seither sinkt die Einwohnerschaft wieder (2000–2005: −15,8 %) – bleibt aber dennoch deutlich über den Einwohnerzahlen früherer Jahre.
| Jahr      | 1860 | 1888 | 1900 | 1920 | 1941 | 1960 | 1970 | 2000 | 2005 | 31.03.2014 |
| Einwohner | 184  | 139  | 167  | 189  | 208  | 185  | 157  | 228  | 192  | 176        |

### Sprachen
Fast die gesamte Einwohnerschaft spricht als tägliche Umgangssprache eine hochalemannische Mundart. Bei der letzten Volkszählung im Jahr 2000 gaben 99 % Deutsch und je 0,44 % Italienisch und Tschechisch als Hauptsprache an.

### Religionen – Konfessionen
Die Bevölkerung war früher vollumfänglich Mitglied der römisch-katholischen Kirche. Die Konfessionsverhältnisse im Jahr 2000 lassen immer noch die ursprüngliche Struktur erkennen. 196 Personen waren katholisch (86 %). Daneben gab es 8 % evangelisch-reformierte Christen und 5,26 % Konfessionslose. Zwei Personen machten keine Angaben zu ihrem Glaubensbekenntnis.

### Herkunft – Nationalität
Von den Ende 2005 192 Bewohnern waren 182 (94,79 %) Schweizer Staatsangehörige. Die Zugewanderten stammen mehrheitlich aus Mitteleuropa (Deutschland, Österreich und Luxemburg) und aus Südeuropa (Italien). Bei der Volkszählung 2000 waren 209 Personen (91,67 %) Schweizer Bürger; davon besassen elf Personen die doppelte Staatsbürgerschaft.

### Altersstruktur
Die Gemeinde zählt einen hohen Anteil an jüngeren Leuten. Während der Anteil der Personen unter zwanzig Jahren knapp 30 % der Ortsbevölkerung ausmacht, sind nur knapp 20 % Senioren (60 Jahre und älter). Dies ist eine Folge der Zuwanderung zwischen 1970 und dem Jahr 2000. Doch fällt das Fehlen junger Erwachsener (20–29 Jahre) auf.
Bei der letzten Volkszählung im Jahr 2000 ergab sich folgende Altersstruktur:
| Alter  | 0–6 Jahre | 7–15 Jahre | 16–19 Jahre | 20–29 Jahre | 30–44 Jahre | 45–59 Jahre | 60–79 Jahre | 80 Jahre und mehr |
| Anzahl | 24        | 33         | 11          | 18          | 59          | 38          | 35          | 10                |
| Anteil | 10,53 %   | 14,47 %    | 4,82 %      | 7,89 %      | 25,88 %     | 16,67 %     | 15,35 %     | 4,39 %            |

## Politik
Legislative

Die Gemeindeversammlung bildet die Legislative und tritt meistens zweimal jährlich zusammen.
Exekutive

Der fünfköpfige Gemeinderat bildet die Exekutive. Er ist nebenamtlich tätig. Der aktuelle Gemeindepräsident ist seit dem 1. Januar 2018 Herr Andreas Gisler (Stand 2018).

## Wappen und Fahne
Beschreibung: In Schwarz ein rot flammendes goldenes Zehnender-Geweih.
Das Wappen wurde schon 1843 für das Schützenhaus verwendet. Das Bild weist auf die Kirchenpatronin St.  Ida von Toggenburg hin, deren Attribut der Hirsch mit den zwölf lichtertragenden Geweih-Enden ist.

## Wirtschaft

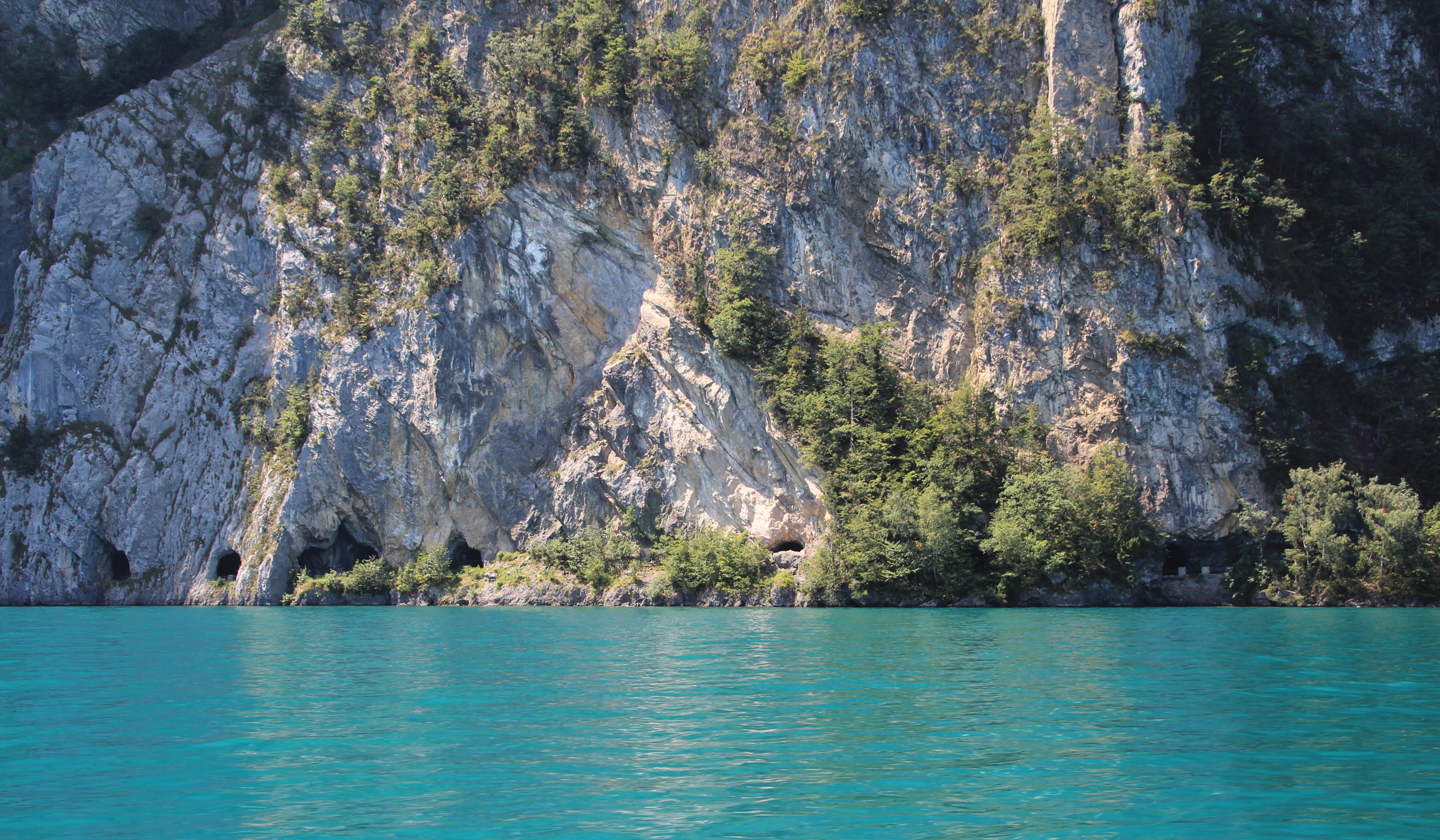
Zufahrtsstrasse von Isleten

1851 errichtete Carl Emanuel Müller auf der Isleten, dem damaligen Industriegebiet und einer Fraktion von Bauen, eine Papierfabrik. Rund 20 Jahre später gründeten der schwedische Chemiker Alfred Nobel, der Stifter des Nobelpreises, und Karl Müller junior am selben Standort eine Sprengstoff-Fabrik, um auf der Basis von Nitroglycerin Dynamit herzustellen. Es war die weltweit elfte Fabrik dieser Art, und sie lieferte aufgrund vertraglicher Verpflichtung exklusiv an die Eidgenossenschaft. Benötigt wurde der Sprengstoff in der Schweiz für zivile Zwecke, hauptsächlich für den 1872 begonnenen Bau des Gotthardtunnels sowie für die Tunnels durch den Axen und im Urner Oberland. In den beiden Weltkriegen zählte auch die Schweizer Armee zu den Kunden der Fabrik, die damals 100 bis 150 Arbeiter beschäftigte. Ab 1875 stellt das Unternehmen die von Nobel erfundene Sprenggelatine her, die gegenüber Dynamit 50 Prozent mehr Sprengkraft besitzt. Nachdem die Fabrik zweimal den Besitzer gewechselt hatte, wurde die Produktion von Sprengstoff auf der Isleten 2003 eingestellt.
2005 gab es acht Landwirtschaftsbetriebe, die 16 Arbeitsstellen anboten. Industrie und Gewerbe beschäftigten in drei Arbeitsstätten 7, der Dienstleistungsbereich in sieben Betrieben 44 Personen (Beschäftigung auf Vollzeitstellen umgerechnet). Die Volkszählung 2000 ergab acht Landwirtschafts- und Forstbetriebe mit 25 Beschäftigten. Die Betriebszählung 2001 kam auf drei Industrie- und Gewerbebetriebe mit 23 und acht Dienstleistungsunternehmen mit 52 Beschäftigten.
Von den im Jahr 2000 106 erwerbstätigen Personen Bauens arbeiteten 44 (41,51 %) in der eigenen Gemeinde. Insgesamt bot der Ort 73 Leuten Arbeitsplätze an, von denen 44 (60 %) Einheimische waren.

## Sehenswürdigkeiten

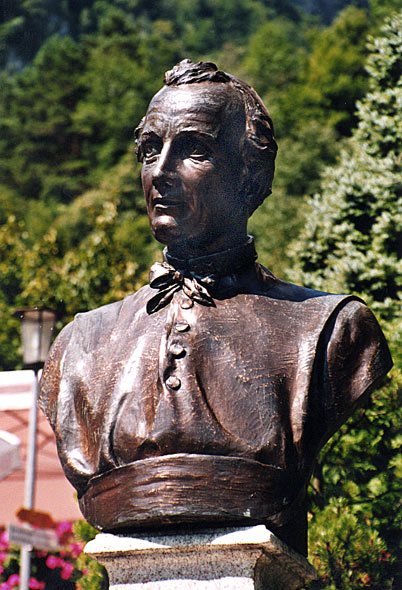
Denkmal für Alberich Zwyssig

Oberhalb der Kirche, die der heiligen Ida oder Idda von Toggenburg geweiht ist, steht ein Denkmal für Pater Alberich Zwyssig, den in Bauen geborenen Komponisten des Schweizerpsalms, der Schweizer Nationalhymne.